# 李明憲 (政治人物)
李明憲（1950年10月27日—），台灣政治人物，曾代表民主進步黨任職中華民國立法委員，其子李孝儒於2014年代表民主進步黨參選台中市議員。現職為雕塑家。

## 生平
李明憲1950年生於嘉義，父親李榮桂、母親李王舜華，為雙胞胎兄弟中的兄長，上有一年長兩歲的姊姊，由於自幼成長於雲林縣口湖鄉，多以雲林人自居。童年生活清苦，父親曾以「跳火車」逃避驗票的方式，販賣非法便當。1970年代，適逢「十大建設」時期，李明憲與當時大多數來自雲林、彰化或南投的青年一樣，離鄉背井來到台中尋求較好的工作機會。當時與友人合開工作室，替自己取名號作李世民，以「雕塑創作」為業。
1976年，李明憲與同鄉的紀麗玉結婚，由於李明憲非常熱衷社會運動，三不五時便走上街頭、往復台灣各地抗爭，家計多靠妻子一人支撐，為尋求便宜的房租常常四處搬家，直到李明憲1990年當選市議員家境才有所改善。
1979年，李明憲憑藉多處支援黨外運動的人脈，在當時黨外地方名人何春木牽線之下，進入《美麗島雜誌》工作，出任「台中基金會社務委員」一職，雖云委員，實則僅是負責送雜誌給攤商、畫海報、貼文宣等打雜業務，且全部是義務性質，並無支薪。不時還得面對黑道份子的騷擾，令妻子頗有微詞。
1979年12月10日，當日李明憲與其他黨外同志從台中包一台遊覽車南下高雄，來參與《美麗島》雜誌社申辦的遊行和演講活動。忽然之間，傳聞中的「愛國女子」林玉祝跪地哭嚎：「不要動手！不要打警察！政府對我們這麼好，為什麼要說這些話？」李明憲當時就在站在那名女子身前，他表示現場根本沒人在打架，反而是之後警察拿起盾牌封鎖現場，開始對民眾出手才引發後來的群架，美麗島事件因此爆發，李明憲全程參與，對於保安警察在現場施放「催淚瓦斯」的氣味，依然記憶猶新。
事件發生後的晚間十點左右，李明憲仍與隨行人員搭車返回台中，直到事件落幕後一個月後的1980年年初才被逮捕。李明憲在《黯到盡處，看見光》的訪談中表示；警方當時並沒有抓他的必要，但當初為了應付高層壓力盡速結案，就基於「湊數」的緣故抓才他進去關。畢竟自己層級不高（小咖），所知事情不多，所以審問過程中也沒有遭到刑求，僅僅被判了十個月，囚犯代號是「371」，最先待在景美看守所，後又被移送至土城看守所，直到刑期結束。
李明憲後來獲得平反，獲賠冤獄賠償金新台幣80多萬元。美麗島事件期間，李明憲與黨外編輯作家聯誼會的邱義仁、吳乃仁和洪奇昌等人理念契合，因此於民進黨建黨後加入新潮流系。2002年－2005年，李明憲代表民進黨擔任第五屆立法委員。

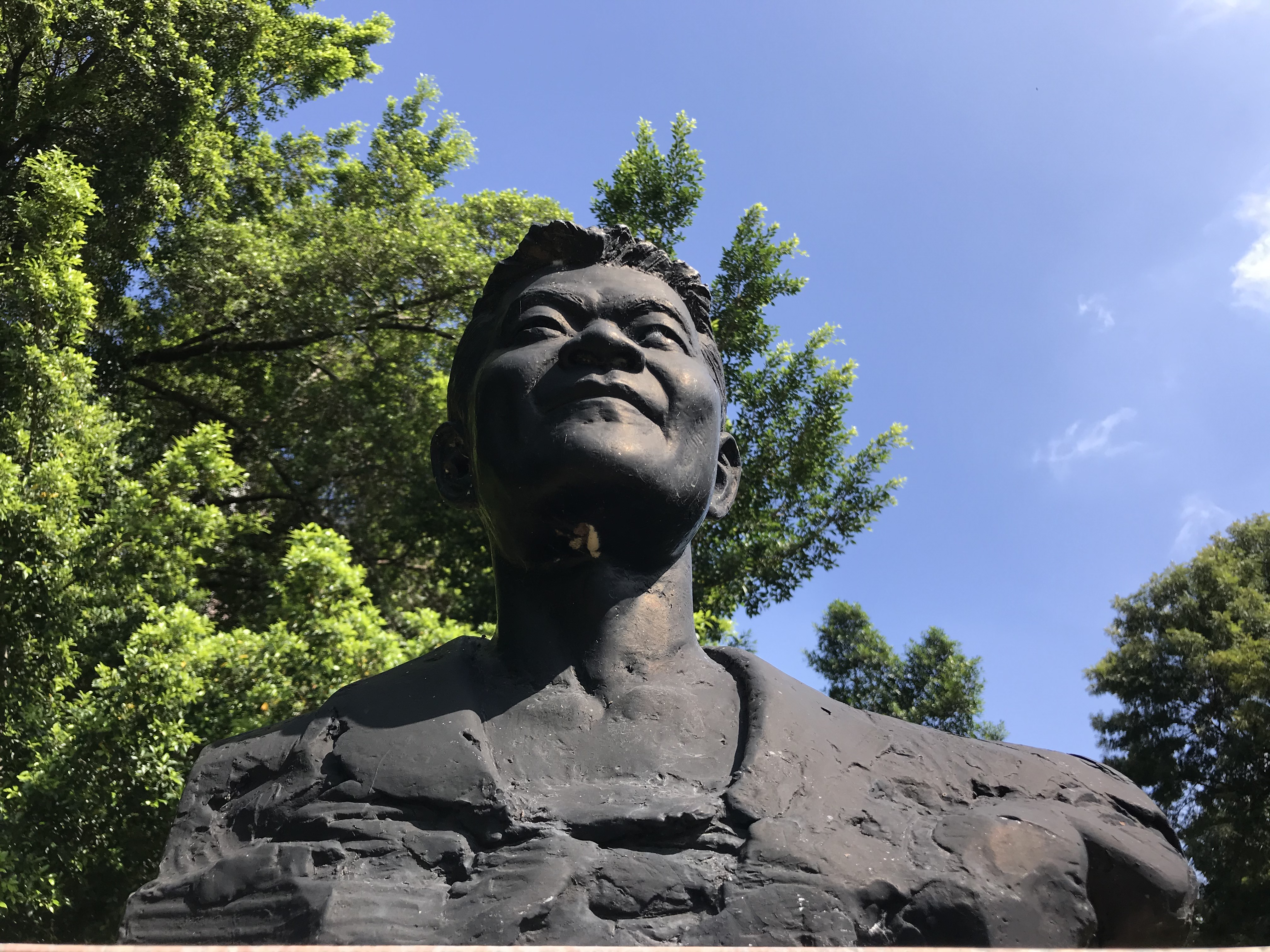
李明憲作品陳俊宏銅像

2002年11月10日，李明憲、民進黨立法委員李鎮楠與台灣團結聯盟立法委員黃宗源合開記者會，質疑工人立法行動委員會（工委會）與勞動人權協會（勞權會）合辦的秋鬥有政治力介入；他們批評，秋鬥遊行，表面上是打著失業勞工的名號進行，不過仔細了解之後發現，背後竟然有以台北市市長馬英九為首的台北市政府團隊加上舊特務的軍情勢力，勾結統派的中華人民共和國國慶貴賓共同支持進行「國（中國國民黨）共（中國共產黨）合作、鬥臭台灣」行動；李鎮楠更指控，勞權會每年均會受中国人民政治协商会议全国委员会與中共中央统一战线工作部邀訪中國大陸，與中國共產黨關係非常密切。同日，台北市政府勞工局局長鄭村棋諷刺，如果以李明憲的邏輯推論，過去李明憲對抗中國國民黨，也有中國共產黨或台灣獨立運動力量的介入；如果以李明憲的邏輯推論，李明憲與中國人民政治協商會議全國委員會主席李瑞環應該關係匪淺，而且民進黨有許多中、上層人士與中國共產黨做生意，李明憲要清別人，應該先清自己人。同日，工委會諷刺，李明憲與李鎮楠的扣帽子言論顯示，民進黨害怕勞工有自主性，民進黨透過政府手段箝制人民自主意識，這是法西斯政府才有的行徑。
2002年11月13日，工委會赴立法院，要求李明憲與李鎮楠為「國共合作、鬥臭台灣」言論出面道歉；工委會召集人王耀梓強調，工委會才是秋鬥主辦單位，勞權會與中華民國全國總工會都是認同勞工立場的參與單位，且後兩者也僅動員約50人參加秋鬥；在民進黨立法院黨團幹事長王拓斡旋下，李明憲、李鎮楠及台灣團結聯盟立法委員黃宗源出面並一度道歉；李明憲僅承諾「願為語焉不詳道歉」，並反指秋鬥當天群眾在總統府前倒垃圾，引起工委會人士以「垃圾是我們自己清的」駁斥；王耀梓欲搶下李明憲的麥克風以阻止其繼續發言，雙方發生肢體衝突，工委會批評這三位立法委員是「無恥立委」，這三位立法委員則批評工委會「你們不能代表勞工」。
2003年，中華民國以「台灣衛生當局」名義申請加入世界衛生組織的「觀察員」席次，世界衛生大會期間，旁聽席上的李明憲聽到中華人民共和國代表吳儀發表“照顧台灣人民”的言論時憤怒高喊抗議後被警衛架出場外。李明憲說，台灣醫療技術遠勝中國，中國憑什麼照顧台灣。
2006年12月1日，李明憲以「花非花、霧非霧」一語諷刺馬英九特別費公布的帳目明細讓人看不懂。
2008年，因立法委員選制選區席次改變，李明憲的第六屆立法委員任期屆滿，未尋求連任，退出政壇。
李明憲退出政壇以後，2008年成立台灣普羅藝術交流協會，2008年12月27日擔任中華民國後立體派畫會臺中分會（2011年改名為太陽文化藝術協會）創會理事長，2012年9月27日以因肺癌逝世的前妻紀麗玉（前民進黨台中市議員）的外號「鐵砲百合」為名在台中市北區大雅路開設「鐵砲百合美術館」，每天埋首於雕塑與油畫。2013年8月6日，李明憲表示，民進黨黨員除了極少數基本教義派之外，幾乎都去過中國大陸；希望民進黨黨員不要再拒絕與中國大陸接觸，反而應該多交流、認識。
2014年九合一選舉，李明憲擔任民進黨臺中市市長候選人林佳龍競選總部副主任委員。
2017年5月12日，李明憲、僑務委員會諮詢委員盧月鉛、畫家陳火木、蔡信昌、台灣文創館館長程正德、台灣北社社長張葉森等人召開記者會公布連署書，呼籲總統蔡英文在就職一週年後特赦前總統陳水扁。

## 相關書籍
- 《黯到盡處，看見光：臺中政治受難者暨相關人士口訪紀錄》，臺中市：台中市新文化協會，2016年。ISBN 9789860507720

## 外部連結
- 立法院 （页面存档备份，存于）
- 線上大國民 Mighty People Online - 立法委員資料 – 李明憲[永久]